# Tlalnepantla de Baz

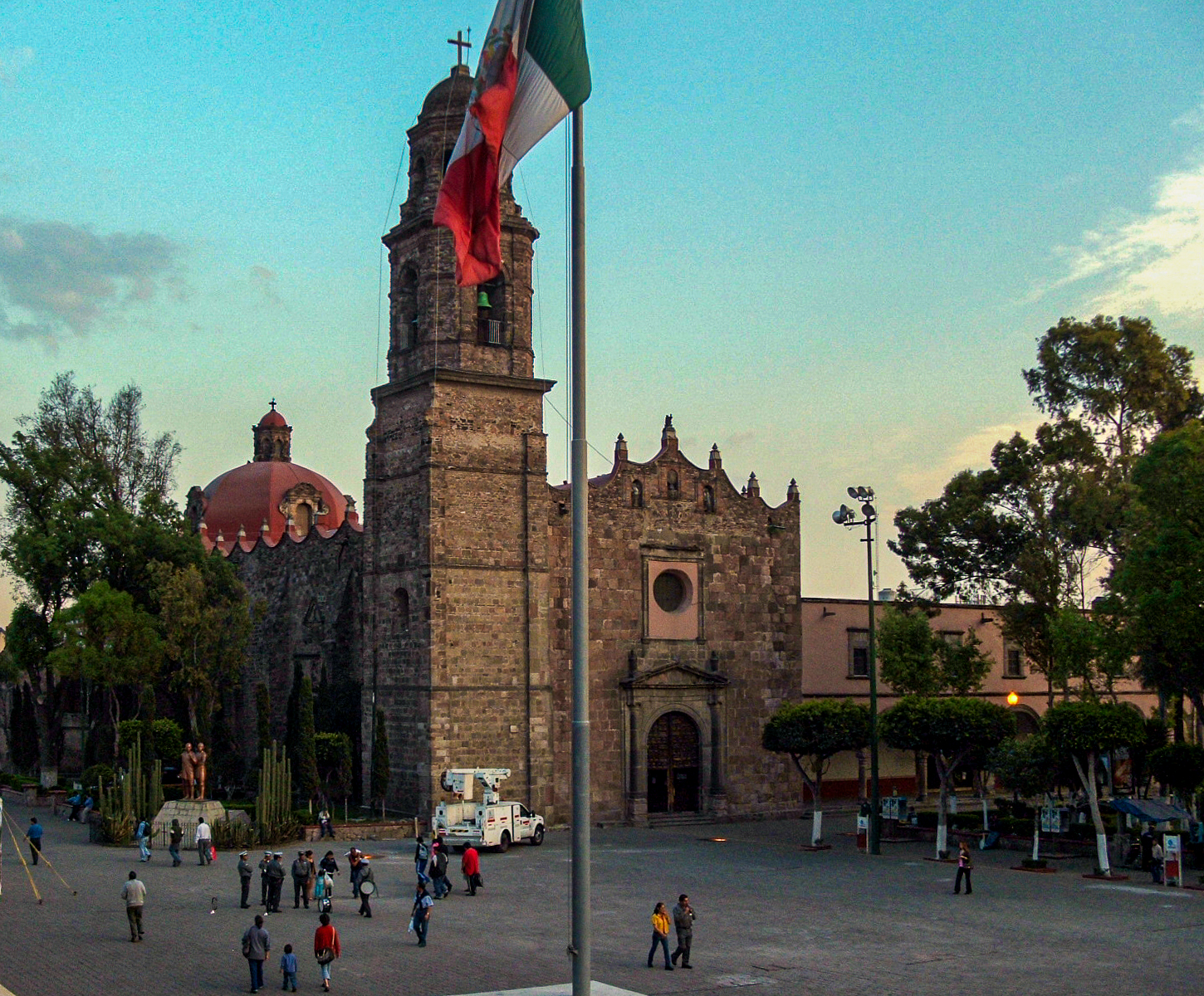
Plaça principal de Tlalnepantla de Baz.

Tlalnepantla de Baz (del nàhuatl, que vol dir Lloc en mig de la terra) és un municipi metropolità de l'estat de Mèxic, que forma part de l'àrea metropolitana de la ciutat de Mèxic. Tlalnepantla és el cap de municipi i principal centre de població d'aquesta municipalitat.
Aquest municipi es troba a la part central de l'estat de Mèxic. Limita al nord amb els municipis de Tultitlan i Cuautitlán Izcalli, al sud amb el Districte Federal (delegacións Azpotzalco i Gustavo A. Madero), a l'oest amb Atizapan de Zaragoza i Naucalpan de Juárez i a l'est amb Ecatepec. Dista de la capital de l'estat uns cinc quilòmetres

## Toponímia
- tlalli = terra
- nepantlah = lloc en mig
- Tlalnepantlah= (Lloc en mig de la terra)